# Цілинне (Карабалицький район)
Ціли́нне (каз. Целинный) — село у складі Карабалицького району Костанайської області Казахстану. Входить до складу Тогузацького сільського округу.
Населення — 134 особи (2021; 262 у 2009, 323 у 1999, 296 у 1989).